# Albay

Albays läge i Filippinerna

Albay är en provins i Filippinerna som ligger i Bikolregionen. Den har 1 314 826 invånare (2015) på en yta av 2 553 km². Albays administrativa huvudort är Legazpi City.
Provinsen är indelad i 15 kommuner och 3 städer. Större städer är Legazpi City, Ligao och Tabaco.